# Julio Bravo Valdés
Julio César Bravo Valdés (Ñuñoa, 1932- Santiago, 29 de diciembre de 2016) fue un militar chileno con rango de brigadier general, que se desempeñó como subsecretario de Guerra (1978-1981) y ministro Secretario General de Gobierno (1980-1982), durante la dictadura militar del general Augusto Pinochet. Fue además, director de la Escuela de Ingenieros del Ejército de Chile y gobernador de la provincia de San Antonio. Luego del final del régimen, mantuvo cercanía con reclusos del Penal de Punta Peuco.
Fue hijo de Julio Bravo Eguiluz y Marta Valdés Alcalde de Bravo (quién era descendiente del parlamentario José María Valdés Vigil).